# Ezequiel Zamora Presilla
Ezequiel Enrique Zamora Presilla (Municipio Baruta, Estado Miranda, 31 de mayo de 1948-Caracas, 26 de febrero de 2023) fue Rector y Vicepresidente del Consejo Nacional Electoral de Venezuela (CNE) para el período 2003-2004.

## Biografía
Casado con María Inés Arcaya, tuvo dos hijos, Ezequiel Ignacio y Rodrigo Andrés, Zamora llegó a ser vicepresidente del CNE luego de ser nombrado como rector por la Sala Constitucional del Tribunal Supremo de Justicia de Venezuela durante el período 2003-2004.
Tras un año ejerciendo funciones públicas, el 24 de septiembre de 2004 presentó su renuncia ante el magistrado Iván Rincón del TSJ, presidente de dicha instancia en el máximo tribunal del país. Fue pionero al denunciar la existencia de injusticias durante el proceso revocatorio de 2004 junto a Sobella Mejía, Zamora se opuso a la entrega de planillas digitalizadas de los firmantes solicitantes al referendo contra el presidente Hugo Chávez, conocidas como la lista Tascón,
y que fueron considerados como un acto de terrorismo porque varios ministerios y dependencias públicas despidieron a cientos de trabajadores que participaron en el proceso de recolección de firmas, después pasaron 17 años para que nuevos rectores exigieran el respeto a los valores democráticos del país.

### Muerte
Falleció el 26 de febrero de 2023 en la ciudad de Caracas a los 75 años de edad, luego de padecer de un cáncer de garganta.